# Windows in the Jungle
Windows in the Jungle è il nono album in studio del gruppo rock britannico 10cc, pubblicato nel 1983.

## Tracce
1. 24 Hours – 8:09
2. Feel the Love (Oomachasaooma) – 5:10
3. Yes, I Am – 6:03
4. Americana Panorama – 3:45
5. City Lights – 3:34
6. Food for Thought – 3:34
7. Working Girls – 4:26
8. Taxi! Taxi! – 7:39

## Formazione
Gruppo
- Eric Stewart - voce, chitarre, tastiere, percussioni
- Graham Gouldman - voce, basso, chitarre, percussioni
- Rick Fenn - chitarre, voce
- Vic Emerson - tastiere
- Stuart Tosh - voce, percussioni, batteria

Altri musicisti
- Steve Gadd - batteria, percussioni
- Simon Phillips - batteria
- Mike Timony - tastiere
- Mel Collins - sassofoni